# Stew Lies
«Stew Lies» (titulado «Un estofado de mentiras» en Hispanoamérica y «Guisos arriesgados» en España) es el decimosexto episodio de la trigésimo sexta temporada de la serie de televisión de animación estadounidense Los Simpson, y el 788º episodio en total. Se emitió en los Estados Unidos en Fox el 4 de mayo de 2025. El episodio fue escrito por Broti Gupta y dirigido por Debbie Bruce Mahan.
En este episodio, Homer y su presentador favorito del programa de comida se meten en problemas cuando el presentador revela la receta del guiso del Fat Tony. John DiMaggio y Maurice LaMarche actuaron como invitados. El episodio recibió críticas positivas.

## Trama
Cuando Marge permite que Lisa se siente en el asiento delantero del coche a pesar de que Bart lo reclamó, él empieza a copiar todo lo que ella dice. Lisa pide ayuda a Homer mientras éste ve su programa favorito Dude Vs. Food, presentado por Thad Parkour, en el que compite en desafíos de comida, así que Homer la ignora. A lo largo de varios meses, Lisa aprovecha la situación para enseñar a Bart mandarín y a tocar el saxofón, y ambos estrechan lazos. Mientras tanto, Homer se entera de que Thad va a rodar un episodio de su programa en Springfield. El día del desafío, Thad llega enfermo y pierde el conocimiento cuando comienza el desafío.
Thad quiere poner fin a su carrera debido a su salud. Como no quiere que abandone, Homer le lleva a un lugar donde convergen todos los olores de la comida hecha en Springfield. Thad huele los alimentos, que le recuerdan distintas épocas de su vida y reavivan su amor por la comida. Thad huele algo nuevo y siguen el olor hasta la casa del Gordo Tony. Éste le cuenta la historia de su padre, que mantuvo la paz con la mafia prusiana, encabezada por Wilhelm von Wonthelm, intercambiando hijos. El hijo mayor de Wilhelm, Maximillian, no estaba interesado en el negocio familiar, así que empezó a favorecer a Fat Tony. Wilhelm planeaba pasar la receta secreta del Guiso de la Violencia a su hijo para iniciarlo en la mafia, pero éste se negó. Wilhelm muere repentinamente y entrega la receta a Tony el Gordo mientras Maximillian se convierte en jefe de la mafia prusiana. El Gordo Tony deja que Thad y Homer prueben el guiso. Más tarde, se emite un tráiler del nuevo programa de Thad en el que roba las recetas secretas de la comida y las revela en el programa. El primer episodio es para el Guiso de la Violencia. Con su vida en peligro, Fat Tony lanza a Homer desde un puente a un río como venganza.
Usando su teléfono, Homer le envía un mensaje al Gordo Tony con un plan para salvarlos, así que lo recupera. Van al estudio para amenazar a Thad, que ha filmado en secreto la receta con sus gafas de sol. Los prusianos llegan para matarlos, así que corren al lugar de la convergencia de olores. Maximillian huele el guiso mientras los habitantes del pueblo lo cocinan mientras se emite el episodio, y Homer dice que el pueblo está honrando a su padre. Maximillian recuerda cuando Wilhelm se lo cocinó cuando estaba enfermo y hace las paces con Fat Tony.

## Producción
La receta de Fat Tony fue creada por los chefs J. Kenji López-Alt y Deb Perelman. Los chefs aparecen en el episodio en un cartel de su podcast The Recipe with Kenji and Deb.
John DiMaggio actuó como invitado en el papel de Thad. DiMaggio apareció anteriormente en la serie como Bender, de la serie de televisión Futurama, creada por el creador de Los Simpson, Matt Groening. Mads Mikkelsen fue anunciado como estrella invitada en el papel de Wilhelm von Wonthelm, pero no apareció en el episodio; en su lugar, Maurice LaMarche puso voz al personaje.